# 馬自達MX-03
馬自達MX-03（日语：マツダ・MX-03）是一款由日本馬自達公司開發的概念車。

## 概要
該款車於1985年第26屆東京車展展出，是一輛雙門GT大型旅行概念車，也是第四代馬自達Cosmo的雛型。該車配置654c.c. X 3 13B型轉子引擎，最大馬力達320hp / 7,000rpm，一舉超越日本車廠的280hp馬力自主上限。馬自達宣稱該款概念車從0加速至60英哩僅需5秒，極速可達300km/hr。另外該款車也搭載了全時四輪驅動和SS-VGR速度感應式四輪轉向系統，可惜後者未曾運用在日後的量產車型上。內裝設計方面，採用類似操縱飛機的方向盤和排檔桿、恆溫空調、音響、數位式顯影儀表板等，具有未來科技感。

## 車輛規格
- 全長：4,510mm
- 全寬：1,800mm
- 全高：1,200mm
- 軸距：2,710mm
- 座位：2+2人
- 引擎：654c.c. X 3 13B型轉子引擎
- 最大馬力：320hp / 7,000rpm
- 極速：300km/hr
- 變速系統：四速自動排檔

## 內部連結
- 馬自達Cosmo

## 外部連結
- AutoNet: 日本名車系列（220）：MAZDA MX-03（1985）